# Ya no dormirá
Ya no dormirá (Sleep No More) es el título del noveno episodio de la novena temporada moderna de la serie británica de ciencia ficción Doctor Who, emitido el 14 de noviembre de 2015. El título hace referencia a una cita de la obra Macbeth de William Shakespeare: " "Sleep no more! Macbeth does murder sleep", que menciona el doctor durante el episodio .

## Argumento
En una estación espacial en órbita alrededor de Neptuno, toda la tripulación, salvo el jefe de investigación que ha dejado una grabación en la que se cuenta la historia, ha desaparecido. Una patrulla de rescate ha llegado para investigar qué ha sucedido y, al mismo tiempo, se presentan el Duodécimo Doctor (Peter Capaldi) y Clara (Jenna Coleman). Les llama rápidamente la atención una serie de habitáculos, las máquinas Morpheus, que sirven para descansar en tiempo récord sin necesidad de dormir, lo que la gente utiliza para tener más tiempo y no gastar horas durmiendo. Pronto descubren que la estación está hecha de unas criaturas hechas de arena, que han devorado a casi todos en la estación y que ahora van a por los que acaban de llegar. El Doctor no tarda en hacer una conexión entre las criaturas y las máquinas Morpheus, deduciendo que las criaturas están hechas de "arena de sueño", evocando el mito del hombre de la arena.

## Producción
La lectura del episodio se hizo el 23 de julio de 2015, mientras que el rodaje se llevó a cabo entre el 27 de julio y el 12 de agosto de 2015.
Como particularidad del episodio se suprimió la presentación de apertura, siendo la primera vez que se hace algo así en toda la historia de la serie, clásica o moderna.

## Emisión y recepción
El episodio recibió críticas mixtas y tuvo una audiencia de 4 millones de espectadores en Reino Unido, un 18,2% de cuota. Tuvo una puntuación de apreciación de 78, la más baja desde el episodio de 2006 Amor y monstruos, que tuvo 76. También recibió la puntuación más baja de la temporada en Rotten Tomatoes, con un 64% de aprobación y una media de 6,1 sobre 10 basada en 14 críticas. El consenso del sitio dice: "Los efectivos elementos de terror de Doctor Who y el cliffhanger inesperado salvan a Sleep No More de ser un efectista episodio de grabación encontrada".